# 第2普通科連隊
第2普通科連隊（だいにふつうかれんたい、JGSDF 2nd Infantry Regiment（Light）は、陸上自衛隊高田駐屯地（新潟県 上越市）に駐屯する陸上自衛隊第12旅団隷下の普通科連隊（軽）である。

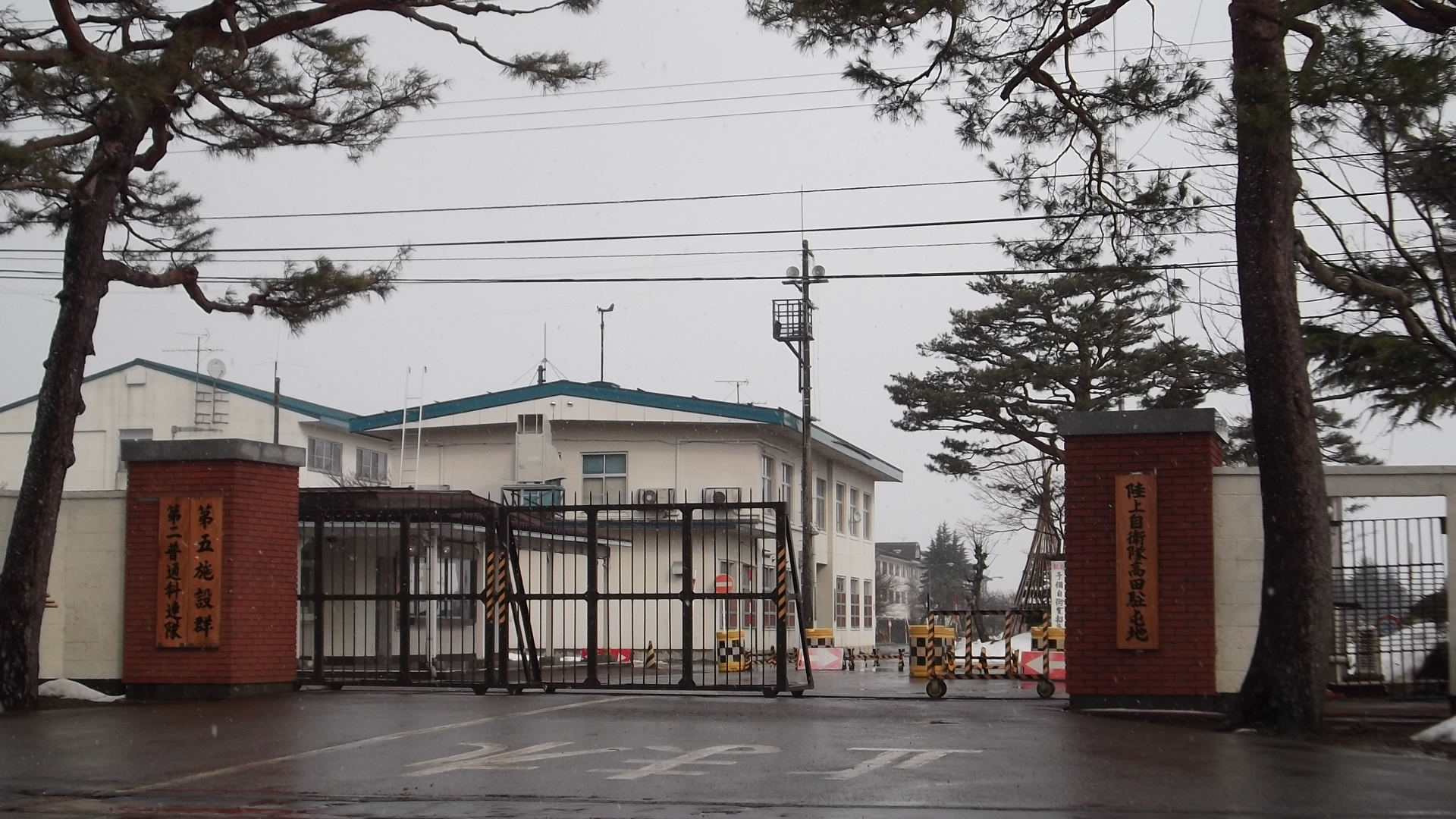
陸上自衛隊高田駐屯地（新潟県上越市高田）

## 概要
連隊本部、本部管理中隊、3個普通科中隊および重迫撃砲中隊により編成される。連隊長は1等陸佐（三）が充てられ、高田駐屯地司令を兼務している。
1951年（昭和26年）5月に警察予備隊の部隊として編成された。その後の部隊改編により、本連隊の普通科大隊を母体として第13普通科連隊、第30普通科連隊、第31普通科連隊が編成された。
2001年（平成13年）3月に第12師団の旅団化に伴い、軽普通科連隊へ改編された。
訓練は主に関山演習場で実施している。また、積雪地部隊でもある。
警備隊区は上越市を除く新潟県上越地方である。

## 沿革
第2連隊
- 1951年（昭和26年）5月1日：警察予備隊第1管区隊第2連隊として松本駐屯地に編成。
- 1952年（昭和27年）1月19日：部隊改編により、金沢駐屯地の第3連隊第3大隊を編入。
- 1953年（昭和28年）
  - 3月28日：連隊本部、直轄中隊および第2大隊が松本駐屯地から高田駐屯地へ移駐し、連隊長が駐屯地司令に職務指定[1]。
  - 5月21日：第3大隊が金沢駐屯地から新発田駐屯地に移駐。

第2普通科連隊
- 1954年（昭和29年）
  - 7月1日：陸上自衛隊発足により、第2普通科連隊に称号変更。
  - 9月10日：第6管区隊新編により、第6管区隊隷下に編入[2]。
  - 9月25日：第2普通科連隊第1大隊を基幹として第1管区隊第13普通科連隊（第3大隊欠）が松本駐屯地において編成完結。
- 1956年（昭和31年）8月7日：第6管区隊の妙高山系における陸上自衛隊初の山地研究演習に参加（8月9日まで）。
- 1958年（昭和33年）6月26日：管区隊の再編により、第6管区隊から第1管区隊隷下に編成替え[3] 。
- 1962年（昭和37年）1月18日：第12師団新編に伴い、同師団隷下に編入され連隊再編。

1. 本部管理中隊および4個普通科中隊、重迫撃砲中隊編成となる。
2. 第2普通科連隊第1大隊を母体に第31普通科連隊が習志野駐屯地において編成完結。
3. 第2普通科連隊第3大隊を母体に第30普通科連隊が新発田駐屯地において編成完結。

- 1964年（昭和39年）8月15日：東京オリンピック支援（10月26日まで、副連隊長が近代五種支援隊を兼補）。
- 1991年（平成03年）3月29日：

1. 第12師団の師団近代化への改編により、自動車化連隊に改編。
2. 第4普通科中隊が教育担当中隊となる。

- 1995年（平成07年）1月17日 - 4月27日：阪神・淡路大震災災害派遣。
- 1997年（平成09年）1月9日 - 3月19日：ナホトカ号重油流出事故に伴う災害派遣。
- 1998年（平成10年）1月20日：長野オリンピックを支援（2月24日まで）。
- 2001年（平成13年）3月27日：第12師団の旅団化に伴う改編。

1. 軽普通科連隊へ改編され、連隊規模が3個普通科中隊基幹に縮小。第4普通科中隊および重迫撃砲中隊を廃止。
2. 連隊長の指定階級が1等陸佐（二）から1等陸佐（三）に変更され、駐屯地司令職務を第5施設群長へ移管。
3. 後方支援体制変換に伴い、整備部門を第12後方支援隊第2整備中隊第1普通科直接支援小隊へ移管。

- 2004年（平成16年）
  - 7月13日 -  7月23日：中越地区集中豪雨に伴う災害派遣。
  - 10月23日 - 12月21日：新潟県中越地震に伴う災害派遣。
- 2006年（平成18年）5月6日 - 7月25日：第12旅団を主力とする第10次イラク復興支援群に要員を派遣。
- 2007年（平成19年）7月16日 - 8月27日：新潟県中越沖地震に伴う災害派遣。
- 2015年（平成27年）10月29日：柏崎刈羽原子力発電所にて、武装工作員が上陸した想定で新潟県警と合同訓練を行う。
- 2016年（平成28年）12月22日：糸魚川市大規模火災に伴う災害派遣[4][5]。
- 2023年（令和05年）3月16日：本部管理中隊重迫撃砲小隊を廃止・改編し、重迫撃砲中隊が新編[6]。

## 部隊編成
- 第2普通科連隊本部
- 本部管理中隊「2普-本」 - 対戦車戦闘、偵察
  - 中隊本部
  - 連隊本部班：82式指揮通信車
  - 対戦車小隊：中距離多目的誘導弾
  - 情報小隊：軽装甲機動車、偵察用オートバイ
  - 施設作業小隊：小型ドーザ、資材運搬車
  - 通信小隊
  - 補給小隊：3 1/2tトラック
  - 衛生小隊：1トン半救急車
  - 狙撃班
- 第1普通科中隊「2普-1」：高機動車、81mm迫撃砲 L16、01式軽対戦車誘導弾
- 第2普通科中隊「2普-2」：高機動車、81mm迫撃砲 L16、01式軽対戦車誘導弾
- 第3普通科中隊「2普-3」：軽装甲機動車、81mm迫撃砲 L16、01式軽対戦車誘導弾
- 重迫撃砲中隊「2普-重」：120mm迫撃砲 RT

## 整備支援部隊
- 第12後方支援隊第2整備中隊第1普通科直接支援小隊「12後支-2整」（高田駐屯地）：2001年（平成13年）3月27日から

## 主要幹部
| 官職名          | 階級    | 氏名     | 補職発令日     | 前職                         |
| --------------- | ------- | -------- | -------------- | ---------------------------- |
| 第2普通科連隊長 | 1等陸佐 | 末本紀彦 | 2024年01月26日 | 中部方面総監部人事部募集課長 |

| 代 | 氏名                   | 在職期間                                                   | 前職                                                              | 後職                                                 |
| -- | ---------------------- | ---------------------------------------------------------- | ----------------------------------------------------------------- | ---------------------------------------------------- |
| 01 | 羽切正平 （2等警察正） | 1951年05月01日 - 1953年04月10日                            | 金沢駐とん地部隊長                                                | 保安隊業務学校副校長                                 |
| 02 | 真下英三郎             | 1953年04月11日 - 1955年05月24日                            | 第1幕僚監部第3部総務班長                                          | 第6管区総監部付                                      |
| 03 | 千原清治               | 1955年05月25日 - 1959年06月30日                            | 多賀城駐とん地業務隊長                                            | 第1管区総監部付 →1959年7月17日 退職（陸将補昇任）    |
| 04 | 大平四年生             | 1959年08月01日 - 1962年07月31日                            | 第9混成団本部第2部長                                              | 西部方面総監部第2部長                                |
| 05 | 川島威伸               | 1962年08月01日 - 1964年07月15日                            | 陸上自衛隊調査学校研究課長                                        | 第2師団司令部幕僚長                                  |
| 06 | 桑原安正               | 1964年07月16日 - 1966年07月15日                            | 東北方面総監部業務室長                                            | 陸上幕僚監部付 →1967年7月17日 北部方面総監部幕僚副長 |
| 07 | 竹内春夫               | 1966年07月16日 - 1969年03月16日                            | 第4陸曹教育隊長                                                   | 自衛隊奈良地方連絡部長                               |
| 08 | 牧野勝則               | 1969年03月17日 - 1971年03月15日                            | 陸上自衛隊幹部学校学校教官                                        | 北部方面総監部第1部長                                |
| 09 | 土手喜文               | 1971年03月16日 - 1973年03月15日                            | 北部方面総監部第3部勤務                                           | 統合幕僚会議事務局第2幕僚室勤務                      |
| 10 | 高橋清                 | 1973年03月16日 - 1975年03月16日                            | 第1教育団本部訓練科長                                             | 東部方面総監部第3部長                                |
| 11 | 渡部敬太郎             | 1975年03月17日 - 1976年08月01日 ※1976年07月01日 陸将補昇任 | 陸上幕僚監部第3部防衛班長                                         | 西部方面総監部幕僚副長                               |
| 12 | 清田稜威郎             | 1976年08月02日 - 1979年03月15日                            | 第1教育団本部訓練科長                                             | 陸上自衛隊通信補給処勤務                             |
| 13 | 新野晃平               | 1979年03月16日 - 1981年07月31日                            | 西部方面総監部人事部募集課長                                      | 自衛隊新潟地方連絡部長                               |
| 14 | 荒武良弘               | 1981年08月01日 - 1983年03月15日                            | 陸上自衛隊幹部学校勤務                                            | 中部方面総監部防衛部長                               |
| 15 | 小林啓也               | 1983年03月16日 - 1985年08月07日                            | 陸上自衛隊幹部学校学校教官                                        | 陸上自衛隊幹部学校総務部総務課長                     |
| 16 | 青山利雄               | 1985年08月08日 - 1988年03月15日                            | 陸上幕僚監部教育訓練部教育課 学校第1班長                          | 東部方面総監部調査部長                               |
| 17 | 泉芳憲                 | 1988年03月16日 - 1990年03月15日                            | 陸上幕僚監部教育訓練部教育課 企画班長                             | 東部方面総監部人事部長                               |
| 18 | 下川征四郎             | 1990年03月16日 - 1992年08月02日                            | 陸上幕僚監部人事部人事計画課 服務班長                             | 真駒内駐屯地業務隊長                                 |
| 19 | 北口隆一               | 1992年08月03日 - 1995年03月22日                            | 陸上幕僚監部監理部総務課 企画班長                                 | 旭川駐屯地業務隊長                                   |
| 20 | 椋木功                 | 1995年03月23日 - 1996年06月30日                            | 陸上幕僚監部装備部装備計画課 後方計画班長                         | 陸上幕僚監部教育訓練部教育課長                       |
| 21 | 山口淨秀               | 1996年07月01日 - 1998年06月30日                            | 陸上幕僚監部防衛部運用課 国際協力室長                             | 陸上幕僚監部人事部厚生課長                           |
| 22 | 長谷部洋一             | 1998年07月01日 - 2000年04月27日                            | 陸上幕僚監部教育訓練部教育課 企画班長                             | 陸上幕僚監部教育訓練部訓練課長                       |
| 23 | 安藤正一               | 2000年04月28日 - 2002年03月26日                            | 陸上幕僚監部防衛部防衛課勤務 兼 防衛庁防衛局防衛政策課 研究室勤務 | 北部方面総監部防衛部防衛課長                         |
| 24 | 阿部金二               | 2002年03月27日 - 2005年03月27日                            | 陸上幕僚監部監理部総務課勤務                                      | 東北方面指揮所訓練支援隊長                           |
| 25 | 蛯谷久祐               | 2005年03月28日 - 2007年03月31日                            | 東部方面総監部装備部後方運用課長                                  | 宇都宮駐屯地業務隊長                                 |
| 26 | 穴久保聡宏             | 2007年04月01日 - 2008年03月25日                            | 富士教導団本部高級幕僚                                            | 陸上自衛隊研究本部研究員                             |
| 27 | 德田純                 | 2008年03月26日 - 2010年07月31日                            | 陸上自衛隊補給統制本部総務部 総務課長                             | 陸上自衛隊高等工科学校総務部長                       |
| 28 | 大橋秋則               | 2010年08月01日 - 2011年10月19日                            | 陸上自衛隊高等工科学校総務部長                                    | 死亡（自殺）                                         |
| 29 | 宮﨑洋治               | 2011年11月07日 - 2013年11月30日                            | 陸上自衛隊富士学校管理部 演習場管理課長                           | 陸上自衛隊化学学校総務部長                           |
| 30 | 大崎達也               | 2013年12月01日 - 2016年03月22日                            | 陸上自衛隊関西補給処装備計画部 企画課長                           | 情報本部勤務                                         |
| 31 | 二宮充史               | 2016年03月23日 - 2018年03月22日                            | 陸上自衛隊幹部学校付                                              | 統合幕僚学校教育課 第2教官室学校教官                 |
| 32 | 榧野道彦               | 2018年03月23日 - 2020年03月15日                            | 中部方面総監部総務部 地域連絡調整課長                             | 第10師団司令部監察官                                 |
| 33 | 古賀理都靖             | 2020年03月16日 - 2022年03月13日                            | 駒門駐屯地業務隊長                                                | 富士教導団本部高級幕僚                               |
| 34 | 小段雄三               | 2022年03月14日 - 2024年01月25日                            | 陸上自衛隊東北補給処装備計画部 企画課長                           | 陸上自衛隊教育訓練研究本部勤務                       |
| 35 | 末本紀彦               | 2024年01月26日 -                                           | 中部方面総監部人事部募集課長                                      |                                                      |

## 主要装備
- 82式指揮通信車
- 軽装甲機動車
- 高機動車
- 1/2tトラック / 73式小型トラック
- 1 1/2tトラック / 73式中型トラック
- 3 1/2tトラック / 73式大型トラック
- 78式雪上車
- 軽雪上車
- 偵察用オートバイ
- 9mm拳銃
- 9mm機関けん銃
- 89式5.56mm小銃
- 5.56mm機関銃MINIMI
- 84mm無反動砲
- 110mm個人携帯対戦車弾
- 中距離多目的誘導弾
- 87式対戦車誘導弾
- 81mm迫撃砲 L16
- 120mm迫撃砲 RT

## 警備隊区
- 新潟県長岡市、柏崎市、小千谷市、十日町市、見附市、糸魚川市、魚沼市、南魚沼市、出雲崎町、湯沢町、津南町、刈羽村[8]

## 廃止（改編）部隊
- 2001年（平成13年）3月26日廃止
  - 第2普通科連隊第4普通科中隊「2普-4」：
  - 第2普通科連隊重迫撃砲中隊「2普-重」：第2普通科連隊本部管理中隊重迫撃砲小隊に縮小改編。

- 2023年（令和05年）3月16日廃止
  - 第2普通科連隊本部管理中隊重迫撃砲小隊「2普-本」：第2普通科連隊重迫撃砲中隊に増強改編。